# Прапор Югославії
Прапор Югославії — офіційний символ держави Югославії, яка існувала протягом 1918—1992 років на Балканському півострові на території сучасних Сербії, Хорватії, Словенії, Боснії і Герцеговини, Північної Македонії, Чорногорії та частково визнаної Республіки Косово. Прапор Югославії являє собою прямокутне полотнище з трьома горизонтальними рівновеликими смугами синього, білого та червоного кольорів — так звані панслов'янські кольори. Прапор такого зразка використовувався протягом 1918—1941 років спочатку Королівством Сербів, Хорватів і Словенців, а з 1929 року й Королівством Югославії. Під час окупації країни в роки Другої світової війни Народно-визвольна армія Югославії використовувала модифікований прапор з червоною зіркою. З 1946 року такий прапор став офіційним у Соціалістичній Федеративній Республіці Югославія (СФРЮ) й використовувався до розпаду країни в 1992 році.